# Besnik
Besnik (en serbe cyrillique : Бесник) est un village du nord-est du Monténégro, dans la municipalité de Rožaje.

## Démographie

### Évolution historique de la population
| 1948 | 1953 | 1961 | 1971 | 1981 | 1991 | 2003 |
| ---- | ---- | ---- | ---- | ---- | ---- | ---- |
| 244  | 301  | 312  | 271  | 338  | 408  | 388  |